# David Mitchell (escritor)
David Stephen Mitchell (Southport, 12 de janeiro de 1969) é um romancista e roteirista inglês.
Mitchell é autor de nove romances, dois dos quais, number9dream (2001) e Cloud Atlas (2004), foram selecionados para o Booker Prize .Também escreveu artigos para vários jornais, principalmente para o The Guardian, e traduziu vários livros sobre autismo do japonês para o inglês.
Após o lançamento da adaptação para o cinema de Cloud Atlas, em 2012, Mitchell começou a trabalhar como roteirista ao lado de Lana Wachowski, uma das diretoras do filme; junto com Aleksandar Hemon, eles escreveram o episódio final da série de televisão Sense8, lançado em 2018, e o filme  The Matrix 4 , de 2021.

## Primeiros anos
Mitchell nasceu em Southport, em Lancashire (hoje Merseyside), na Inglaterra, e foi criado em Malvern, Worcestershire. Ele frequentou a Hanley Castle High School e a University of Kent, onde se formou em literatura inglesa e americana, seguido por um MA em literatura comparada .
Mitchell morou na Sicília por um ano, depois se mudou para Hiroshima, Japão, onde ensinou inglês para estudantes técnicos por oito anos, antes de retornar à Inglaterra, onde poderia viver com seus ganhos como escritor e sustentar sua esposa grávida.

## Trabalhos
O primeiro romance de Mitchell, Ghostwritten (1999), se passa em vários lugares pelo globo, de Okinawa à Mongólia e à Nova York pré-ano 2000, enquanto nove narradores contam histórias que se interligam e se cruzam. O romance ganhou o Prêmio John Llewellyn Rhys (de melhor obra da literatura britânica escrita por um autor com menos de 35 anos) e foi indicado para o prêmio Guardian First Book. Seus dois romances subsequentes, number9dream (2001) e Cloud Atlas (2004), foram ambos selecionados para o Prêmio Man Booker. Em 2003, ele foi selecionado como um dos Melhores Jovens Novelistas Britânicos da revista Granta. Em 2007, Mitchell foi listado entre as 100 pessoas mais influentes do mundo pela revista Time.
Em 2012, seu romance Cloud Atlas foi transformado em filme. Um segmento de number9dream foi transformado em um curta-metragem indicado ao BAFTA em 2013, estrelado por Martin Freeman, intitulado The Voorman Problem . Nos últimos anos, ele também escreveu libretos de ópera. Wake, baseado no desastre de fogos de artifício de Enschede em 2000 e com música de Klaas de Vries, foi realizado pela Dutch Nationale Reisopera em 2010. Também terminou outra ópera, Sunken Garden, com o compositor holandês Michel van der Aa, estreada em 2013 pela English National Opera .
Várias das capas dos livros de Mitchell foram criadas pela dupla de designers Kai e Sunny. Mitchell também colaborou com a dupla, contribuindo com dois contos para suas exposições de arte em 2011 e 2014.
O sexto romance de Mitchell, The Bone Clocks, foi publicado em 2 de setembro de 2014. Em uma entrevista para  The Spectator, Mitchell disse que o romance tem "doses de fantástico nele" e é sobre "coisas entre a vida e a morte". The Bone Clocks foi selecionado para o  Man Booker Prize de 2014 .
Mitchell foi o segundo autor a contribuir para o Future Library Project e entregou seu livro From Me Flows What You Call Time em 28 de maio de 2016.
Utopia Avenue, o nono romance de Mitchell, foi publicado em 14 de julho de 2020. Utopia Avenue conta a "história não expurgada" de uma banda britânica de mesmo nome, que emergiu da cena psicodélica de Londres em 1967 e foi "liderada pelo cantor folk Elf Holloway, o semideus da guitarra Jasper de Zoet e o baixista de blues Dean Moss", disse a editora Scepter .

## Outros trabalhos
Em 2015, Mitchell contribuiu com a trama e cenas do script para a segunda temporada da série da Netflix Sense8, das Wachowskis, que adaptaram seu romance Cloud Atlas para o cinema. Mitchell assinou um contrato para escrever a terceira temporada antes que a Netflix cancelasse o programa. Ele escreveu o especial final da série com Lana Wachowski e Aleksandar Hemon .
Em agosto de 2019, foi anunciado que Mitchell continuaria sua colaboração com Lana Wachowski e Hemon no quarto filme da série Matrix, escrevendo o roteiro com eles.

## Vida pessoal
Depois de outra passagem pelo Japão, Mitchell atualmente mora com sua esposa, Keiko Yoshida, e seus dois filhos em Ardfield, Clonakilty em County Cork, Irlanda. Em um ensaio para a Random House, Mitchell escreveu: "Eu sabia que queria ser escritor desde criança, mas até vir para o Japão para morar em 1994, eu me distraia facilmente demais para fazer muito a respeito. Eu provavelmente teria me tornado um escritor onde quer que vivesse, mas teria me tornado o mesmo escritor se tivesse passado os últimos seis anos em Londres, ou na Cidade do Cabo, ou em Moose Jaw, em uma plataforma de petróleo ou no circo? Esta é a minha resposta para mim mesmo. "
Mitchell tem o distúrbio de fala da gagueira e considera o filme The King's Speech (2010) um dos retratos mais precisos do que é ser gago:  "Eu provavelmente ainda estaria evitando o assunto hoje se eu não tivesse me revelado escrevendo um romance semi-autobiográfico, Black Swan Green, narrado por um garoto gago de 13 anos. "  Mitchell também é patrono da British Stammering Association .
O filho de Mitchell é autista. Em 2013, ele e sua esposa Keiko Yoshida traduziram um livro que eles alegaram ter sido escrito por Naoki Higashida, um garoto japonês de 13 anos com autismo, intitulado The Reason I Jump: One Boy's Voice from the Silence of Autism . Em 2017, Mitchell e sua esposa traduziram a sequência,  que eles também alegaram ter sido escrito por Higashida, Fall Down 7 Times Get Up 8: A Young Man's Voice from the Silence of Autism. Pesquisadores suspeitam de que ele mesmo escreveu o livro, com o psicólogo Jens Hellman afirmando que os relatos de Higashida "se parecem com o que eu consideraria muito próximo do sonho dos pais de uma criança autista".

## Lista de obras
Romances
- Ghostwritten (1999)
- number9dream (2001)
- Cloud Atlas (2004), no Brasil: Atlas de Nuvens
- Black Swan Green (2006), no Brasil: Menino de lugar nenhum
- The Thousand Autumns of Jacob de Zoet (2010), no Brasil: Os mil outonos de Jacob de Zoet
- The Bone Clocks (2014)
- Slade House (2015)
- From Me Flows What You Call Time (2016)
- Utopia Avenue (2020)

Contos
- "January Man", Granta 81: Best of Young British Novelists, Spring 2003
- "What You Do Not Know You Want", McSweeney's Enchanted Chamber of Astonishing Stories, Vintage Books (Random House), 2004
- "Acknowledgments", Prospect, 2005
- "Preface", The Daily Telegraph, April 2006
- "Dénouement", The Guardian, May 2007
- "Judith Castle", New York Times, January 2008
- "An Inside Job", Included in "Fighting Words", edited by Roddy Doyle, published by Stoney Road Press, 2009 (Limited to 150 copies)[29]
- "The Massive Rat", The Guardian, August 2009
- "Character Development", The Guardian, September 2009
- "Muggins Here", The Guardian, August 2010
- "Earth calling Taylor", Financial Times, December 2010
- "The Siphoners", Included in "I'm With the Bears: Short Stories from a Damaged Planet", 2011
- "The Gardener", in the exhibit "The Flower Show" by Kai and Sunny, 2011 (Limited to 50 copies)
- "Lots of Bits of Star", in the exhibit "Caught by the Nest" by Kai and Sunny, 2013 (Limited to 50 copies)
- "Variations on a Theme by Mister Donut", Granta 127: Japan, Spring 2014
- "The Right Sort", Twitter, 2014
- "A Forgettable Story", Cathay Pacific Discovery, July 2017
- "If Wishes Was Horses", The New York Times Magazine, July 2020

Libreto para ópera
- "Wake" Ópera em 4 atos (maio de 2010) de Klaas de Vries (compositor), eletrônica de René Uijlenhoet para Nationale Reisopera
- "Sunken Garden" （12 de abril de 2013), Film Opera for English National Opera no Barbican Theatre

Artigos
- "Japan and my writing", Essay
- "Enter the Maze", The Guardian, 2004
- "Kill me or the cat gets it", The Guardian, 2005 (Book review of Kafka on the Shore)
- "Let me speak", British Stammering Association, 2006
- "On historical fiction", The Telegraph, 2010
- "Adventures in Opera", The Guardian, 2010
- "Imaginary City", Geist, 2010
- "Lost for words", Prospect Magazine, 2011
- "Learning to live with my son's autism", The Guardian, 2013
- "David Mitchell on Earthsea – a rival to Tolkien and George RR Martin", The Guardian, 23 October 2015
- "Kate Bush and me: David Mitchell on being a lifelong fan of the pop poet". The Guardian, 7 December 2018[30]

Outros
- "The Earthgod and the Fox", 2012 (tradução de um conto de Kenji Miyazawa; tradução impressa na edição 42 de McSweeney, 2012)
- The Reason I Jump: One Boy's from the Silence of Autism, 2013 (tradução do trabalho de Naoki Higashida )
- " Before the Dawn ", 2014 (com Kate Bush, co-escreveu duas cenas faladas durante a sequência The Ninth Wave nesta produção ao vivo).[31]
- Fall Down 7 Times Get Up 8, 2017 (tradução do trabalho de Naoki Higashida )
- "Amor Vincit Omnia", 2018; Episódio de Sense8[32][33]
- The Matrix 4